# Phare de Campen
Pour les articles homonymes, voir Campen.
Le phare de Campen, situé au nord-ouest d'Emden, à Krummhörn, près de l'embouchure de l'Ems, est le phare le plus haut d'Allemagne.
Ce phare a une hauteur de 65,3 mètres et est remarquable par sa structure, qui se compose d'une tour libre de treillis avec l'axe d'escalier à l'intérieur.

## Description
Le phare de Campen  a été construit en 1889 et est entré en service le 1er octobre 1891. Sa lampe, d'une intensité de 4 500 000 candelas, en fait un des phares les plus puissants en Allemagne. La portée de sa lumière est approximativement 55 kilomètres et son ouverture de seulement 0,3 degré d'angle. Dans le bâtiment de la machine se trouve le moteur Diesel le plus ancien d'Allemagne encore en état de fonctionnement[réf. nécessaire], construit en 1906 par MAN et d'une puissance de 20 ch.
Identifiant : ARLHS : FED-0104 - Amirauté : B0983 - NGA : 114-10048 .

### Lien connexe
- Liste des phares en Allemagne